# 攀梗狸藻
攀梗狸藻（學名：Utricularia scandens）為狸藻屬似一年生小型陸生食虫植物。其种加词“scandens”来源于拉丁文“scando”，意为“攀爬，攀登”，指其植株具有匍匐攀爬的习性。攀梗狸藻分布于非洲（安哥拉、喀麦隆、中非共和国、科特迪瓦、刚果民主共和国、埃塞俄比亚、几内亚、马达加斯加、马拉维、莫桑比克、尼日利亚、南非、苏丹、坦桑尼亚、赞比亚及津巴布韦）、亚洲（孟加拉、缅甸、中国、印度尼西亚、马来西亚、尼泊尔、斯里兰卡、泰国及越南）及澳大利亚。攀梗狸藻陆生于潮湿草地及沼泽中，海拔分布范围为0至2300米。1847年，路德维希·本杰明最先发表了攀梗狸藻的描述。因其分布广泛且形体多变，攀梗狸藻存在大量的同物异名。

## 外部連結
- 食虫植物照片搜寻引擎中攀梗狸藻的照片 （页面存档备份，存于）
- JSTOR. Utricularia scandens （页面存档备份，存于）

 维基共享资源上的相關多媒體資源：攀梗狸藻
 維基物種上的相關：攀梗狸藻